# Taza grande

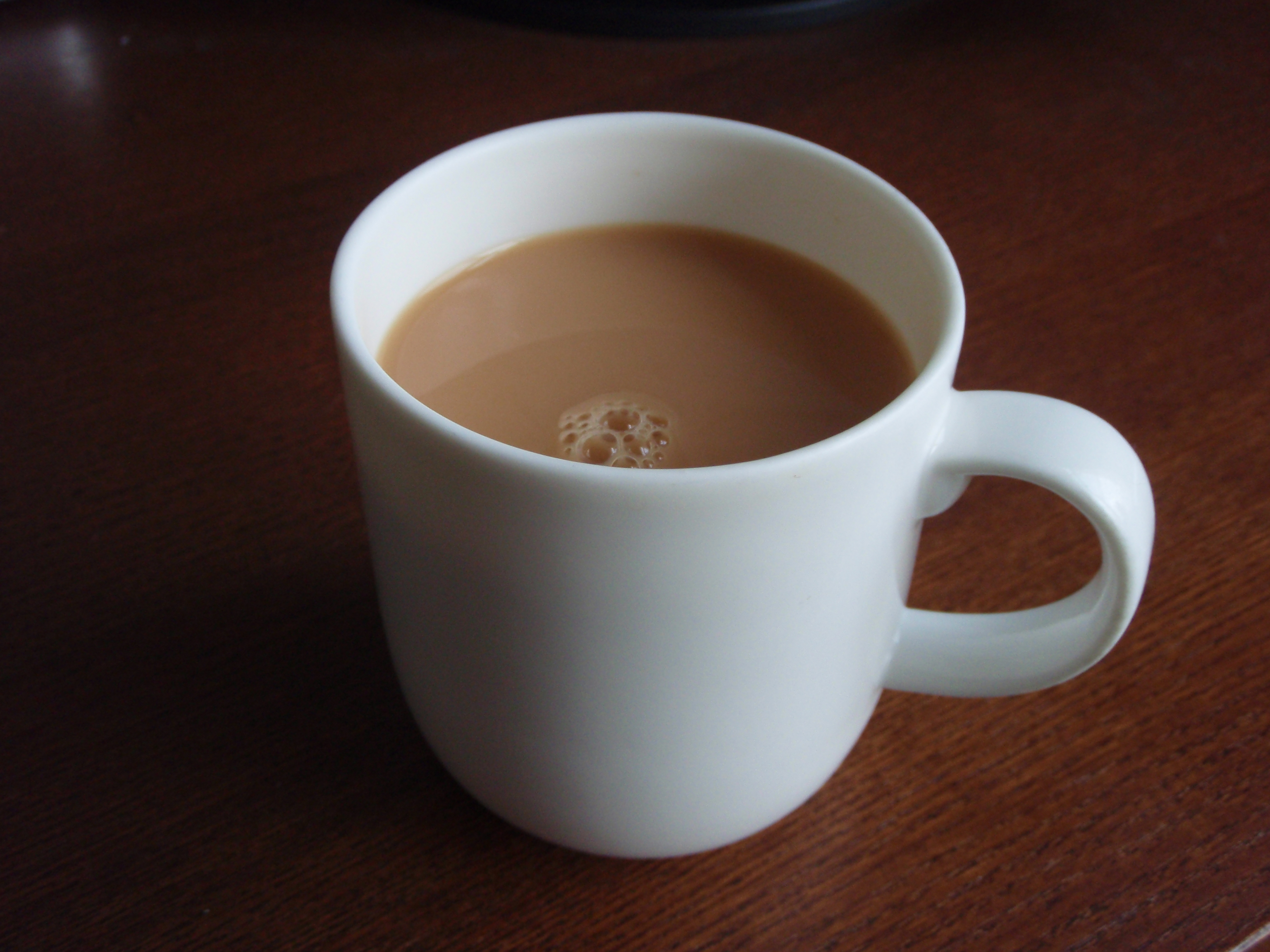
Una taza grande de té

Una taza grande o pocillo es un tipo de taza que normalmente se usa para beber bebidas calientes, como café, chocolate caliente o té. Suelen tener un asa y contienen una mayor cantidad de líquido que otros tipos de taza. Suelen ser un recipiente de bebidas que generalmente no se usa en ocasiones formales, donde se prefiere una taza de té o una taza de café. Las tazas de afeitar se utilizan para ayudar a afeitarse en húmedo.
Las tazas antiguas generalmente estaban talladas en madera o hueso, o moldeadas en arcilla, mientras que las más modernas están hechas de materiales cerámicos como porcelana, loza o gres. Algunos están hechas de vidrio reforzado, como Pyrex. Se prefieren otros materiales, incluido el esmaltado, metal revestido, plástico o acero, cuando el peso reducido o la resistencia a la rotura son importantes, como en el caso del material de acampada.
Una taza de viaje está aislada y tiene una tapa con una pequeña abertura para sorber con el fin de evitar derrames. Se utilizan técnicas como la serigrafía o las calcomanías para aplicar decoraciones como logotipos o imágenes y fan art, que se aplican sobre la taza con distintas técnicas para garantizar su permanencia.

## Historia

### Tazas antiguas

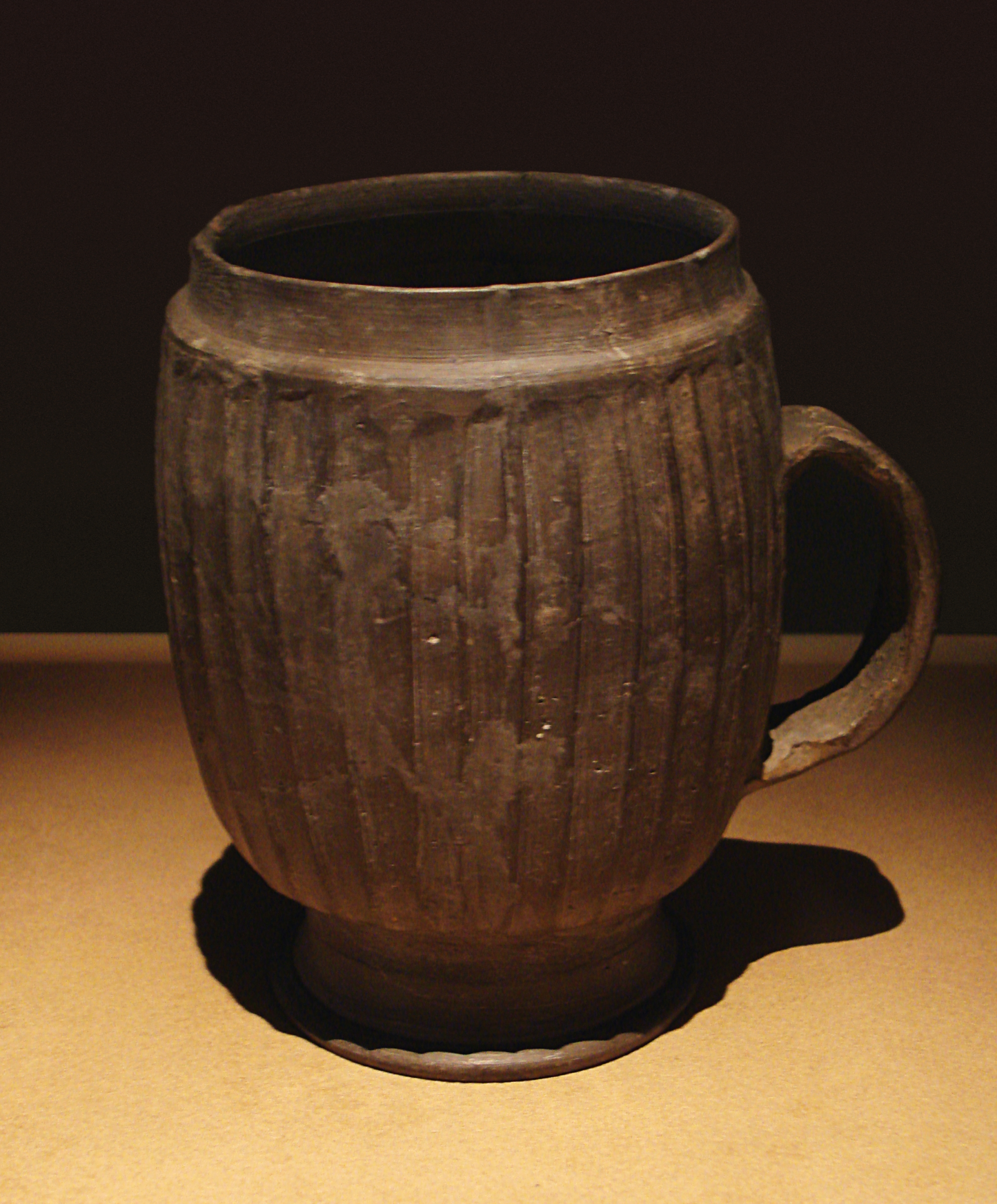
Una taza de alfarería modelada en un torno del período neolítico tardío (ca. 2500-) hallada en Zhengzhou, China.

Las tazas de madera se produjeron probablemente desde los primeros días de la carpintería, pero la mayoría de ellas no han sobrevivido intactas.
La primera cerámica fue moldeada a mano y luego fue facilitada por la invención del torno de alfarero (fecha desconocida, entre 6500 y 3000 a. C.). Fue relativamente fácil agregar un asa a una taza en el proceso, produciendo así una taza. Por ejemplo, se encontró en Grecia una taza de arcilla decorada bastante avanzada de 4000 a 5000 a. C.

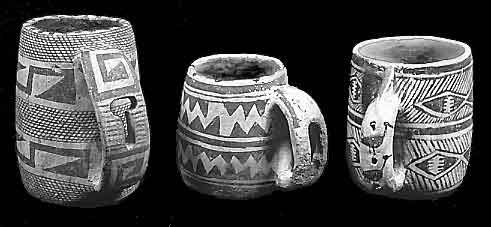
Tazas del suroeste de Colorado del pueblo ancestral anasazi, hechas entre el año 1000 y el El significado de la talla en las asas aún se desconoce, pero probablemente no sea funcional.

La mayor desventaja de esas tazas de arcilla eran las paredes gruesas no aptas para la boca. Las paredes se adelgazaron con el desarrollo de técnicas de metalurgia. Las tazas de metal se produjeron a partir de bronce, plata, oro , e incluso plomo, a partir de aproximadamente 2000 a. C., pero fueron difícil de usar con bebidas calientes.
La invención de la porcelana alrededor del año 600 d. C. en China trajo una nueva era de tazas de paredes delgadas aptas tanto para líquidos fríos como calientes, que se disfrutan hoy en día.

### Tazas y cubos de afeitar

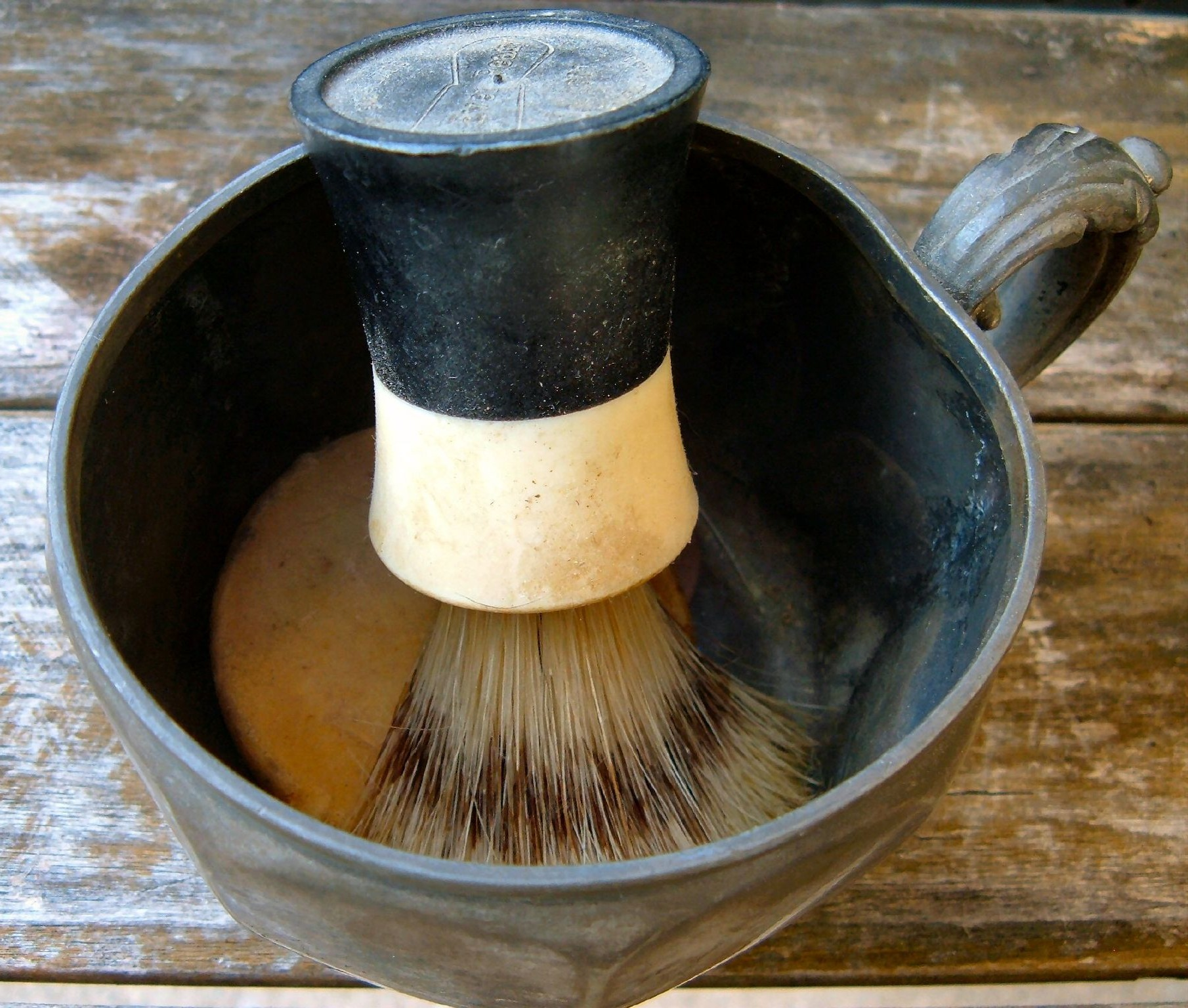
Taza de afeitar

Alrededor del siglo XIX se desarrollaron una cubeta de afeitar y una taza de afeitar; la primera patente de una taza de afeitar data de 1867. Como el agua caliente no era común en muchos hogares, una forma de disponer de espuma caliente era usar un cubo o una taza. Un cubo tradicional se parece a una tetera con un pico ancho donde se vierte agua caliente; aquí es donde se diferencia de una taza de afeitar, que no tiene pico. Tanto los cubos de afeitar como las tazas suelen tener un mango, pero algunos no lo tienen. Las tazas de afeitar a menudo se ven como una taza estándar, sin embargo, algunas también tienen un soporte para cepillo incorporado, por lo que el cepillo no se asienta en la espuma. Las versiones modernas del cubo están en producción limitada, generalmente por alfareros independientes que trabajan en pequeños volúmenes.

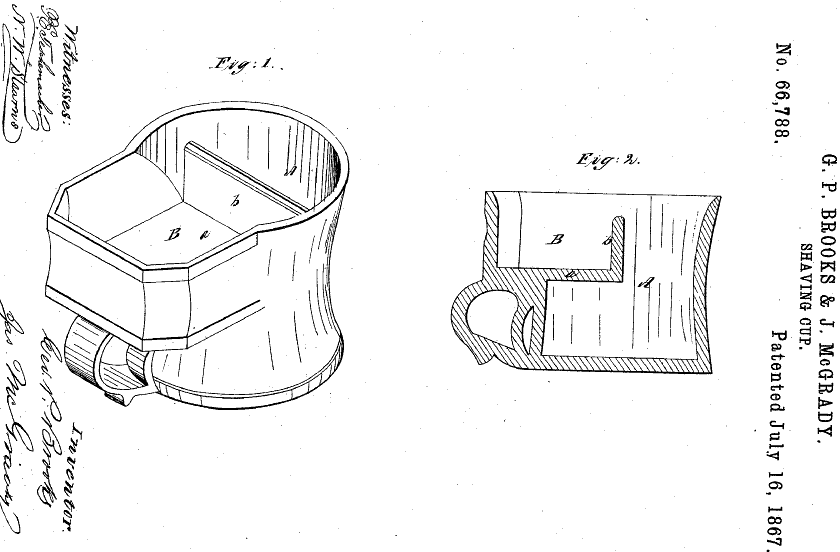
Taza de afeitar, patente de 1867.

En la parte superior del cubo o taza se localiza un soporte para el jabón. Tradicionalmente, se usaba con un bloque duro de jabón de afeitar (en lugar de jabón suave o crema) y, por lo tanto, tenía orificios de drenaje en la parte inferior. Los cubos y tazas posteriores no incluyen agujeros y, por lo tanto, se pueden usar con cremas y jabones suaves. Algunos cubos y tazas tienen círculos concéntricos en la parte inferior, que retienen un poco de agua y ayudan a formar espuma.
Cuando se usa, la brocha de afeitar se sumerge en el pico ancho, lo que permite absorber algo del agua caliente. El jabón se coloca en el soporte de jabón. Cuando sea necesario, se puede tomar la brocha y frotarla contra el jabón, formando una capa de espuma; el exceso de agua se drena hacia abajo. Esto permite conservar el agua y el jabón, al mismo tiempo que retiene suficiente calor para garantizar un afeitado prolongado.

### Tazas tiki

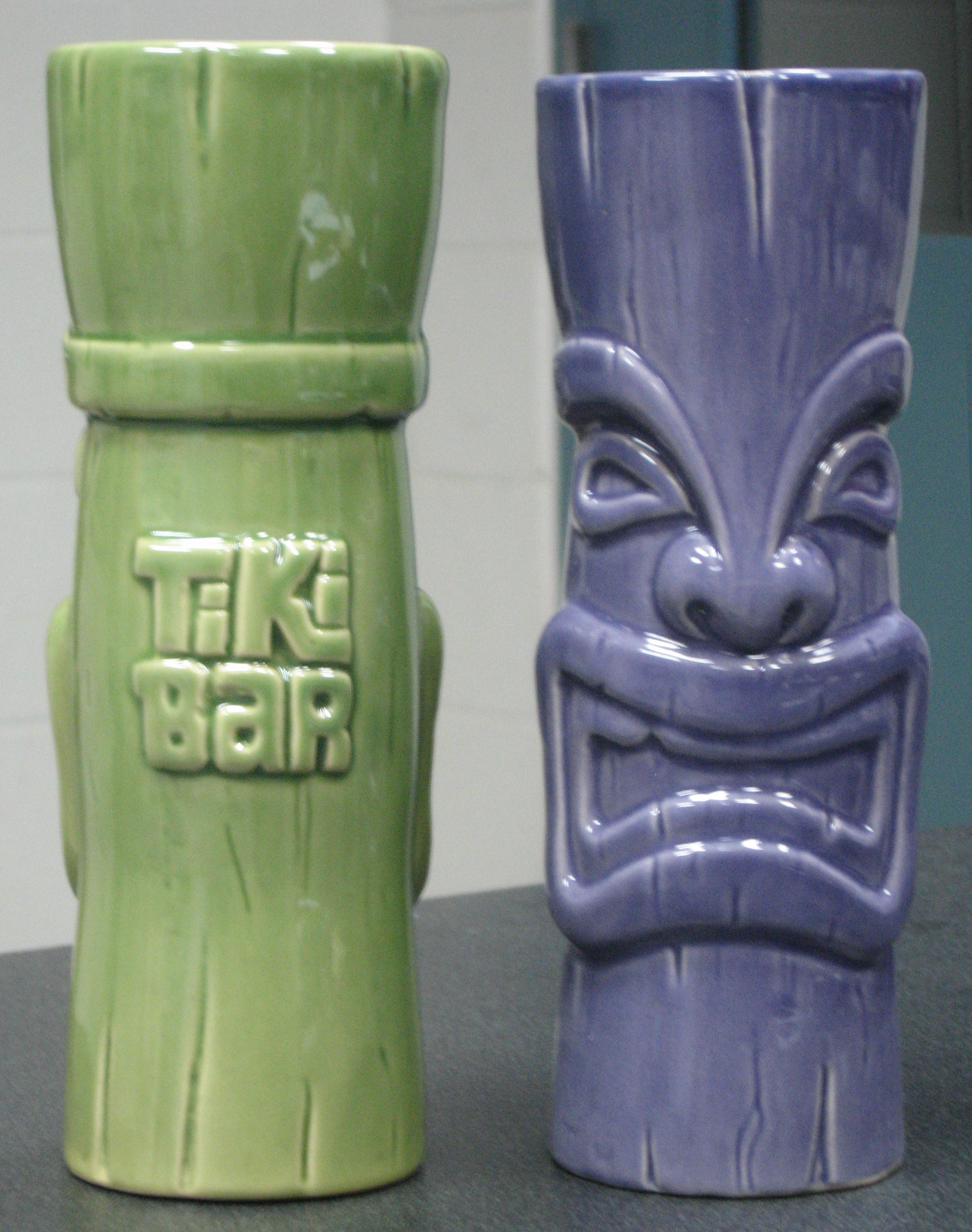
Tazas tiki

Las tazas tiki son unas pequeñas vasijas para beber, generalmente de cerámica, que se hicieron populares a mediados del siglo XX gracias a los restaurantes temáticos tropicales y bares tiki. Es un término genérico para designar a ciertas tazas escultóricas que representan imágenes de Melanesia, Micronesia o Polinesia y, más recientemente, de cualquier tema tropical o relacionado con el surf. A menudo vendidas como recuerdos, las tazas tiki suelen ser objetos de colección. Entre los fabricantes modernos se puede citar a Muntiki y Tiki Farm. Artistas individuales, como Van Tiki, también produjeron tazas esculpidas a mano únicas y en series limitadas.

### Tazas de viaje

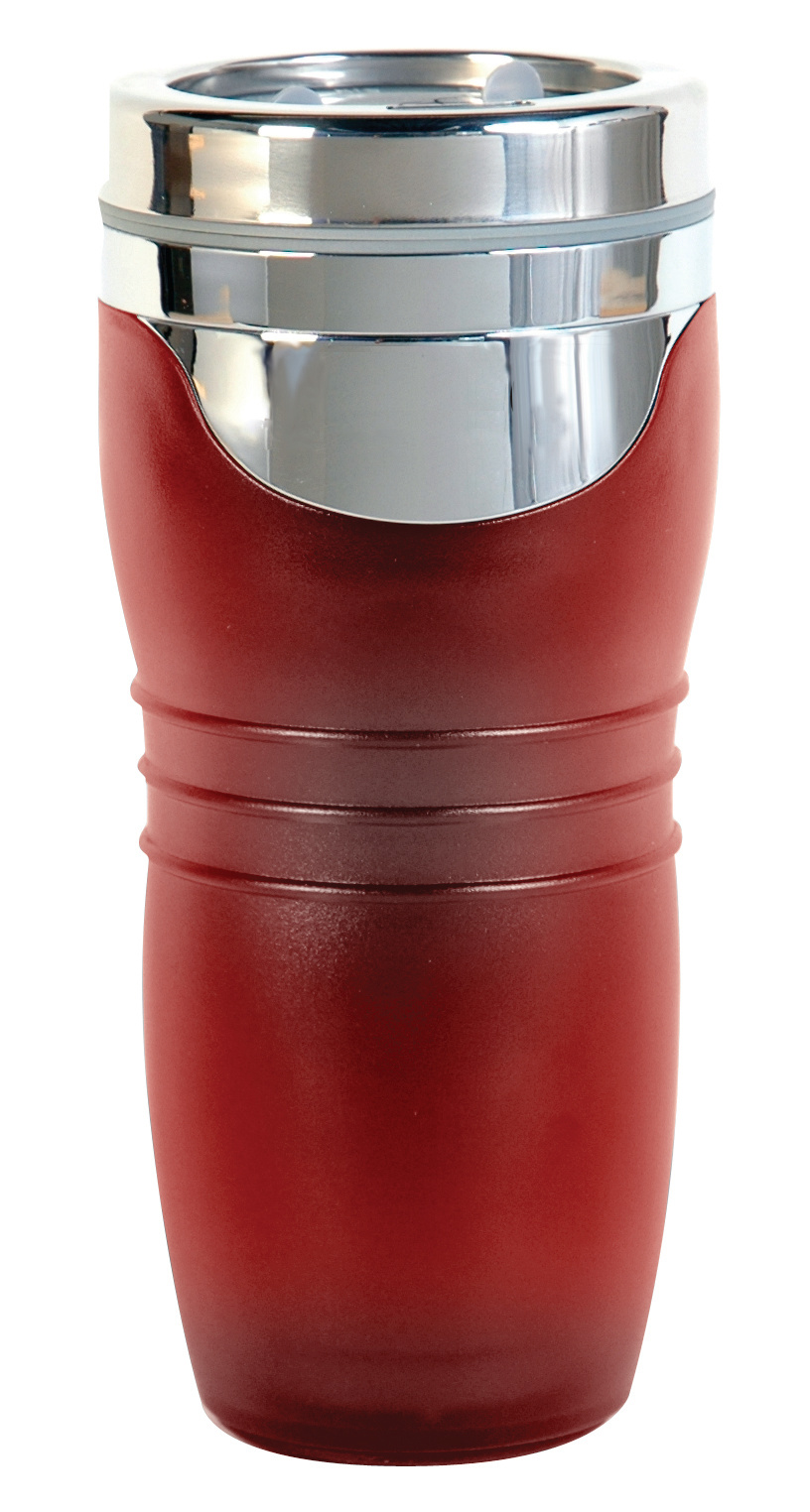
Taza de viaje

Las tazas de viaje (introducidas en la década de 1980) generalmente se valen de propiedades de aislamiento térmico para transportar líquidos fríos o calientes. Similar a un vaso de vacío, una taza de viaje generalmente está bien aislada y completamente cerrada para evitar derrames o fugas, pero generalmente tendrá una abertura en la tapa a través de la que se puede consumir el contenido durante el transporte sin derrames. Como el mecanismo principal por el cual las bebidas calientes (no tibias) pierden calor es la evaporación, una tapa cumple una función vital para mantener la bebida caliente; incluso una tapa de plástico delgado que conduce el calor con bastante rapidez.
Las tazas con paredes internas y externas, pero no tratadas al vacío, generalmente se denominan tazas de doble pared. Por lo general, se utilizará acero inoxidable para la pared interior, mientras que la pared exterior puede ser de acero inoxidable, plástico o incluso incrustarse con otros materiales.
Las tazas diseñadas para usar cuando se conduce se denominan «tazas para automóviles» o «tazas para viajeros». Las tazas para viajes tienen una tapa a prueba de derrames, con una abertura para sorber y en muchos casos cuentan con una base estrecha para que quepan en los portavasos que están integrados en muchos vehículos.[cita requerida] Los criterios adicionales para evaluar las tazas para automóviles incluyen: deben ser fáciles de abrir con una sola mano (para evitar distracciones mientras se conduce), deben incluir una línea de llenado (para evitar el sobrellenado, lo que contribuye a las fugas), preferiblemente sin asas (las tazas sin asas son más fáciles de agarrar mientras conduce), no debe obstruir la vista del conductor camino cuando él o ella está bebiendo, y - con respecto a los portavasos ser capaz de encajar, de forma estable, en una amplia gama de portavasos.

## Otros tipos de tazas

### Tazas de diversión
La «taza con silbato» o «burbuja hubble» es una taza de diversión. Tiene un mango hueco que se puede soplar a través de la taza como un silbato.

### Tazas de puzle

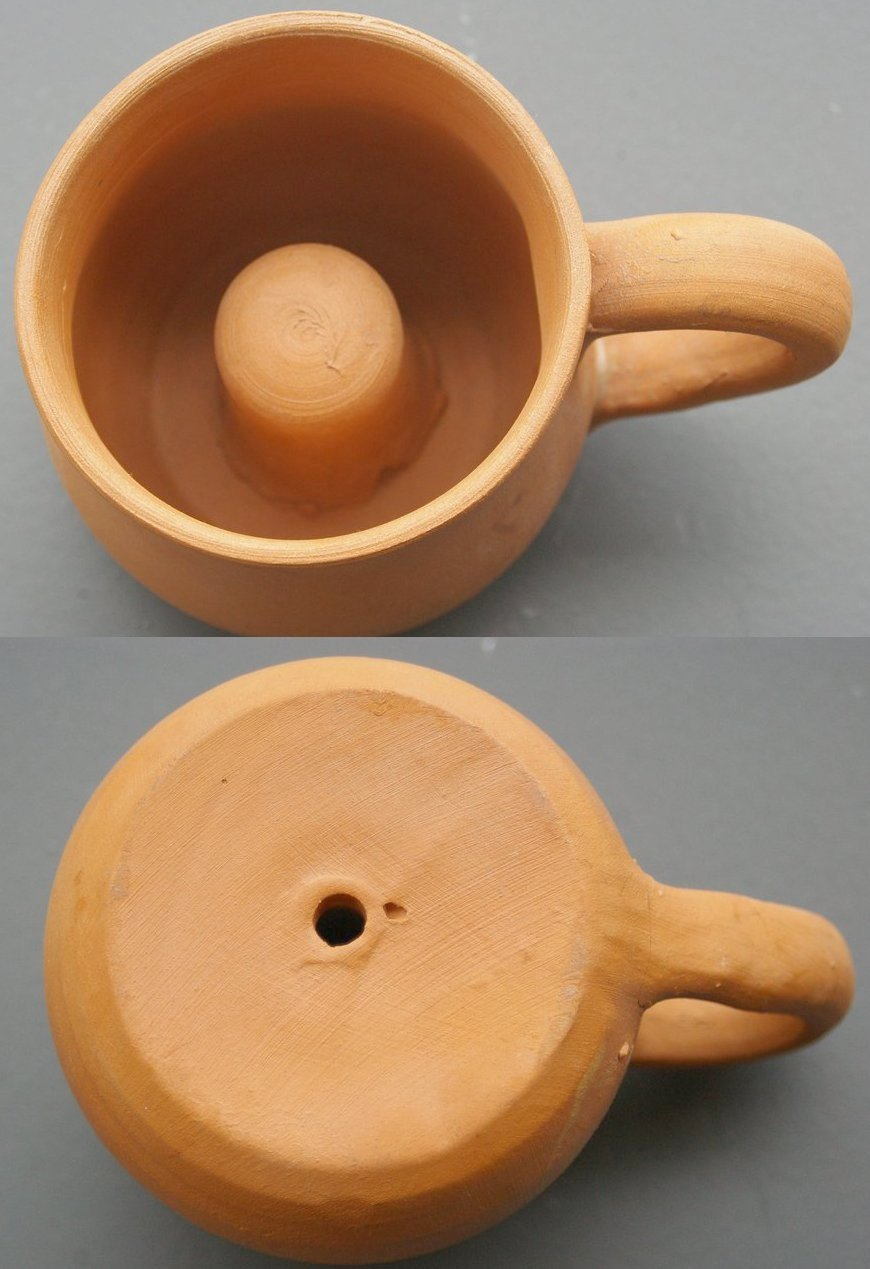
Una copa de Pitágoras

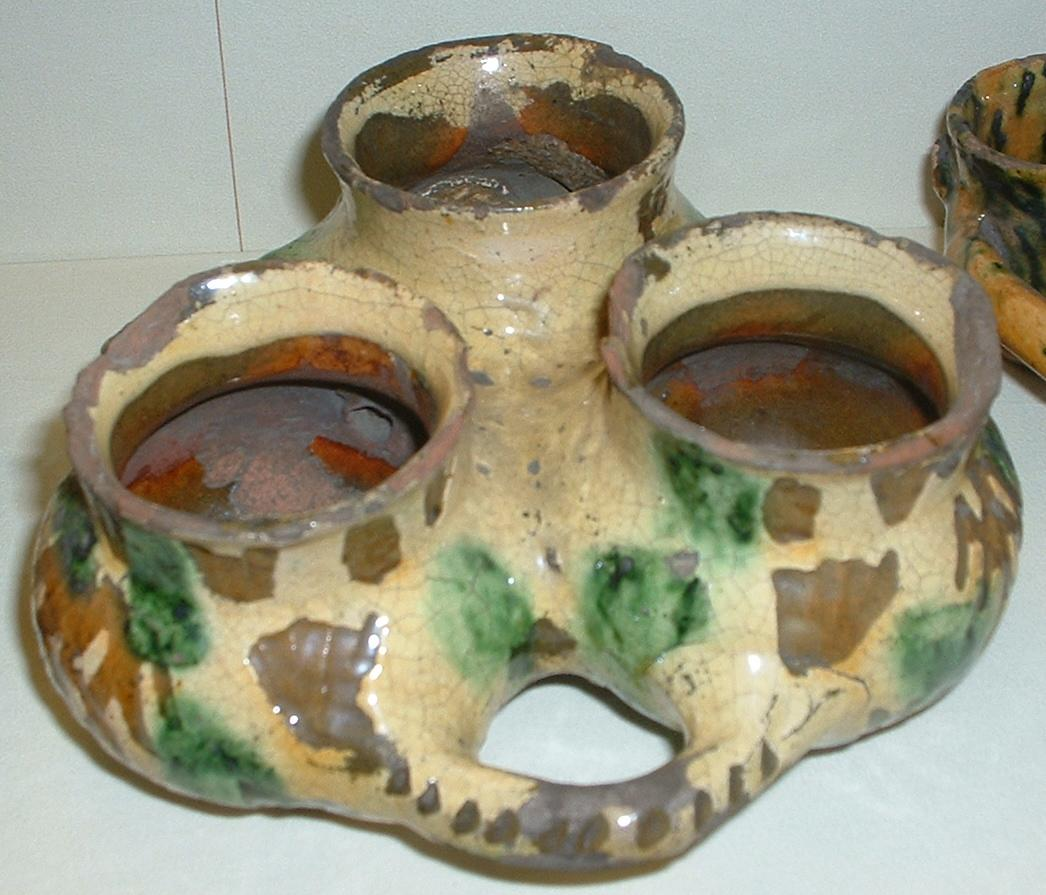
Copas blandas. Las tazas tienen interconexiones huecas que permiten beber el contenido sin derramarlo.

Una taza rompecabezas es una taza que tiene algún truco que impide su funcionamiento normal. Un ejemplo es una taza con múltiples agujeros en el borde, lo que hace imposible beber de ella normalmente. Aunque es tentador agarrar el cuerpo de la taza que cubre los orificios visibles y beber el líquido de la manera habitual, esto vertería el líquido a través de perforaciones ocultas cerca de la parte superior de la taza. La solución es tapar los agujeros del borde con las manos, pero beber no por la parte superior, sino por un agujero «secreto» en el mango hueco.
Una taza de rompecabezas llamada «taza de juguete» consta de tres tazas conectadas a través de sus paredes y asas. Los orificios internos en las paredes de las tazas están diseñados de tal manera que las tazas deben vaciarse en una secuencia única o se perderá parte del contenido al ser derramado.
La copa de Pitágoras (véase la imagen) contiene un pequeño sifón escondido en una varilla colocada en el centro de la taza. El vaso contiene líquido si se llena por debajo de la altura de la varilla, pero una vez que se llena por encima de ese nivel, drena todo el líquido a través del sifón hacia un orificio en su base.

### Tazas que cambian de aspecto al calentarse
Las tazas mágicas que cambian de color, sensibles al calor o que utilizan termocromía para cambiar de apariencia cuando se toma una bebida caliente vertida en ellas. Una taza popular de «El gremio de filósofos desempleados» presenta una imagen de Bob Ross. Cuando se vierte un líquido caliente en la taza, se revela una pintura.

## Diseño general y funciones
Gran parte del diseño de la taza tiene como objetivo el aislamiento térmico: las paredes gruesas de una taza, en comparación con las paredes más delgadas de las tazas de té, aíslan la bebida para evitar que se enfríe o se caliente rápidamente. El fondo de la taza a menudo no es plano, sino cóncavo o tiene un borde adicional para reducir el contacto térmico con la superficie sobre la que se coloca la taza. Estas características a menudo dejan una mancha circular característica en la superficie. Finalmente, el asa de una taza mantiene la mano alejada de los lados calientes de la taza. La pequeña sección transversal del mango reduce el flujo de calor entre el líquido y la mano. Por la misma razón del aislamiento térmico, las tazas suelen estar hechas de materiales con baja conductividad térmica, como loza, porcelana china, cerámica o vidrio.

## Decoración

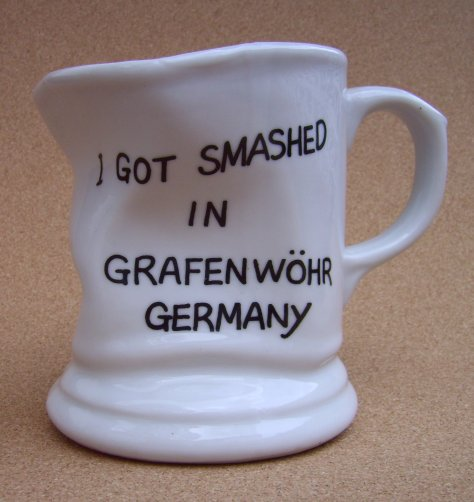
Taza rota, con la leyenda "ME DESTROZARON EN GRAFENWÖHR, ALEMANIA"

Como elemento de escritorio omnipresente, la taza se usa a menudo como objeto de arte o publicidad, y algunas tazas son más elementos decorativos que recipientes para beber. El tallado se había aplicado tradicionalmente a las tazas en la antigüedad, y en ocasiones se deforman para afquirir un aspecto inusual. Sin embargo, la técnica de decoración más popular hoy en día es la impresión, que normalmente se realiza de la siguiente manera: se mezcla polvo cerámico con tintes del color elegido y un plastificante. Luego se imprime en un papel gelatinoso mediante una técnica tradicional de serigrafía, que aplica la mezcla a través de una fina malla tejida, que se estira sobre un bastidor y tiene una máscara de la forma deseada. Esta técnica produce una fina capa homogénea; sin embargo, si no se requiere tersura, la mezcla cerámica se pinta directamente con pincel. Otra alternativa más compleja es recubrir el papel con una emulsión fotográfica, fotografiar la imagen y luego curar la emulsión con luz ultravioleta.
Después de secarse, el papel impreso, llamado «litho», le puede almacenar indefinidamente. Cuando se aplica una litografía a la taza, primero se ablanda en agua tibia.

## Almacenamiento

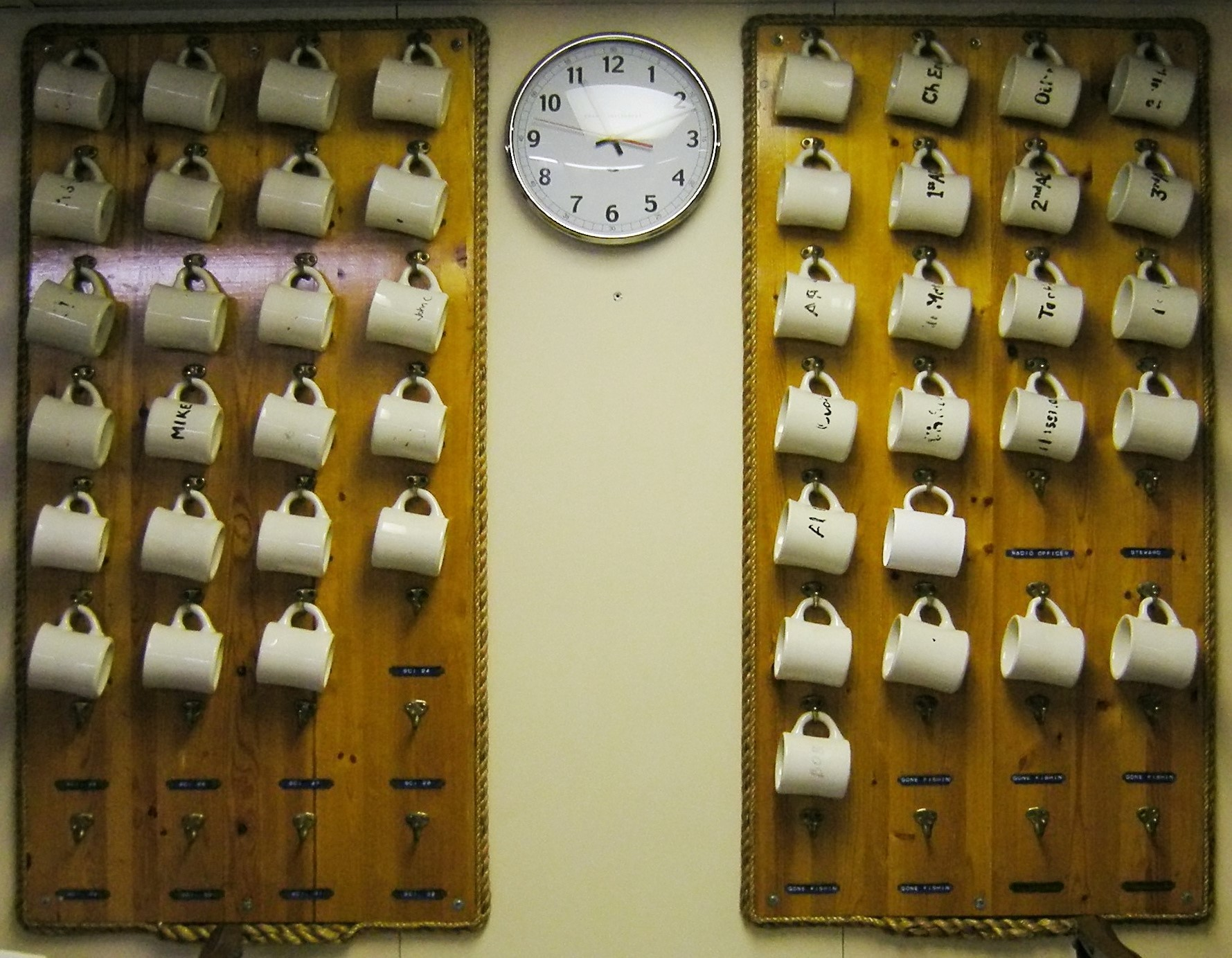
Mug rack en un barco

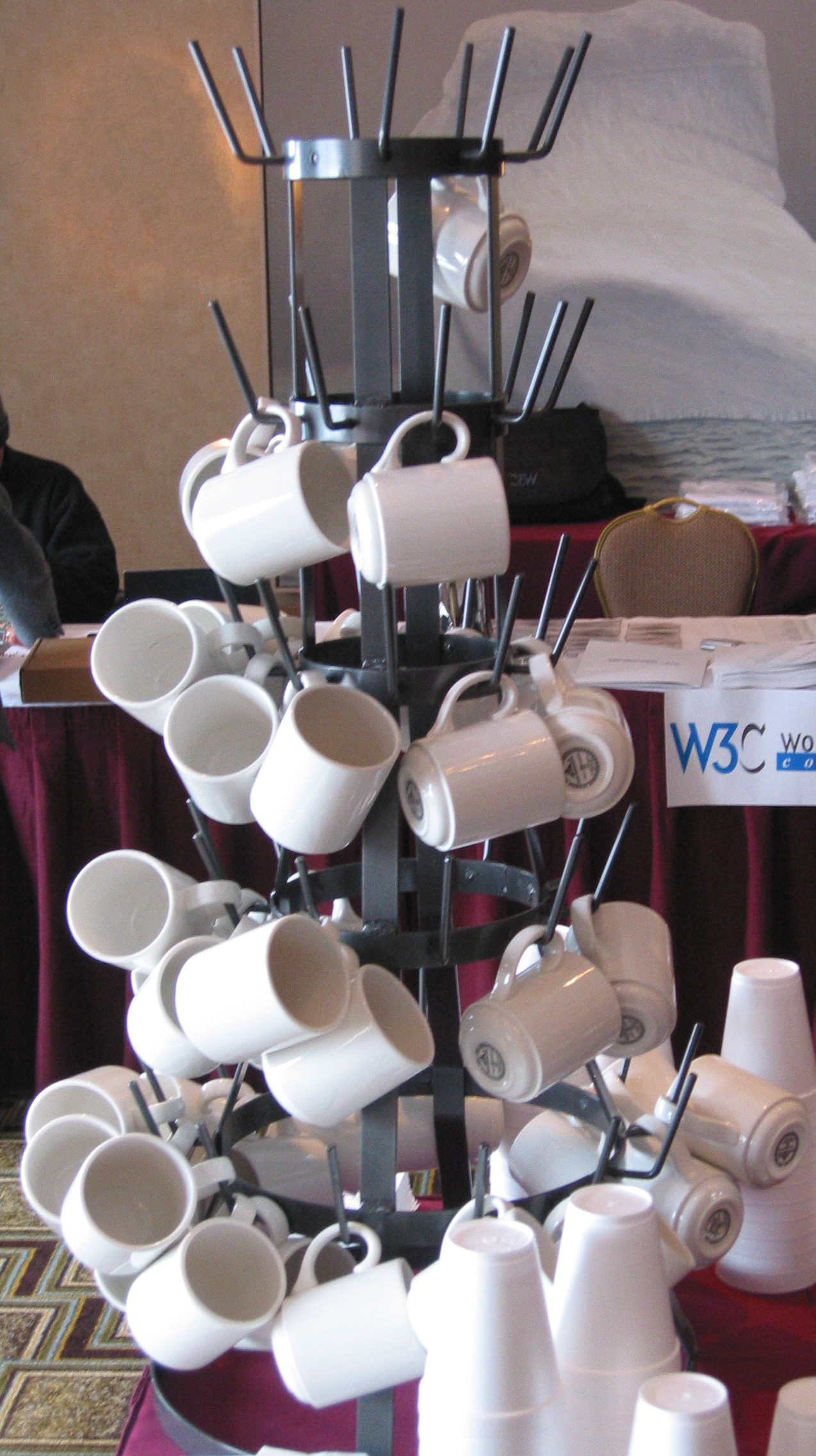
«Árbol de tazas»

Una forma popular de almacenar tazas está en un «árbol de tazas», un poste de madera o metal montado sobre una base redonda y equipado con clavijas para colgar tazas por sus asas. También existen percheros diseñados para colgar tazas para que estén a mano. Esos son especialmente útiles en barcos con olas altas.

## En matemáticas

Una deformación continua entre una taza de café y una dona que ilustra que son homeomorfos (topológicamente equivalente)

La taza sirve como uno de los ejemplos más populares de homeomorfismo en topología. Dos objetos son homeomorfos si uno puede deformarse en el otro sin cortarlos ni pegarlos. Por lo tanto, en topología, una taza es equivalente (homeomorfa) a una rosquilla (torus) ya que puede transformarse en una rosquilla mediante una deformación continua, sin cortar, romper, perforar ni pegar. Otro ejemplo topológico es una taza con dos asas, que equivale a una doble toro —un objeto parecido al número 8—. Una taza sin asa, es decir, un cuenco o un vaso de precipitados, es topológicamente equivalente a un platillo, que es bastante evidente cuando un cuenco de arcilla cruda se aplana en un torno de alfarero.

## Galería

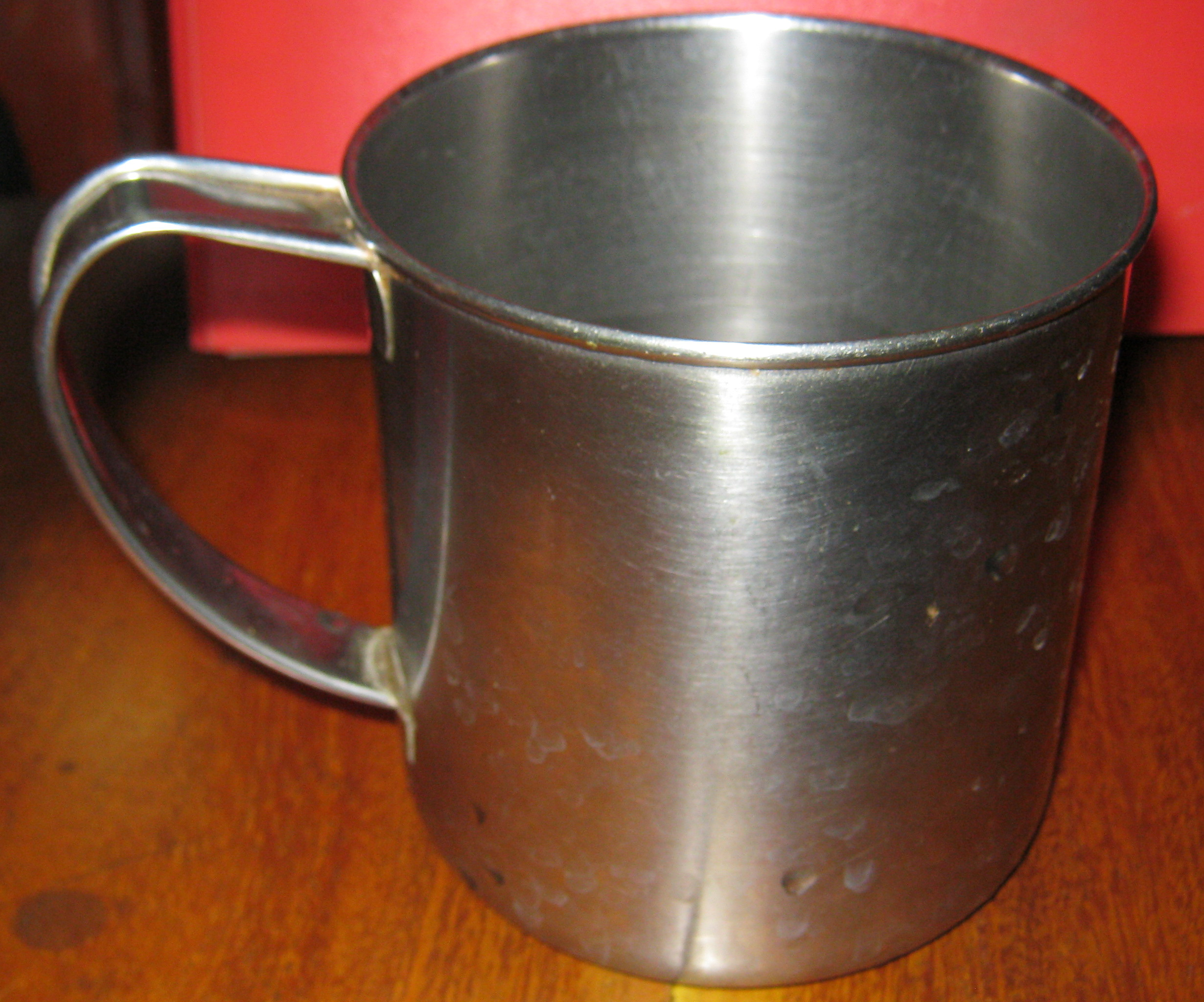
Taza de acero
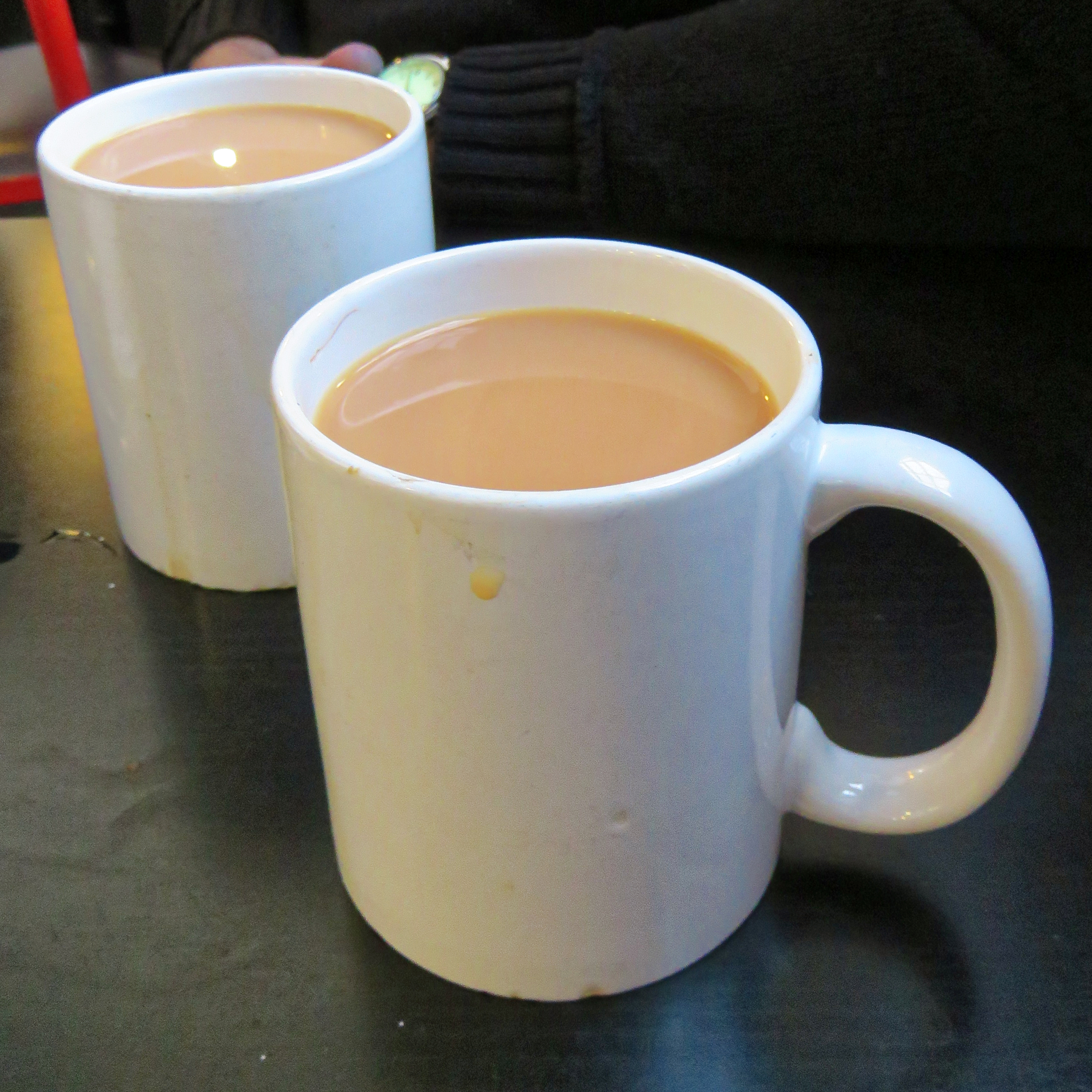
Tazas de té, Reino Unido.
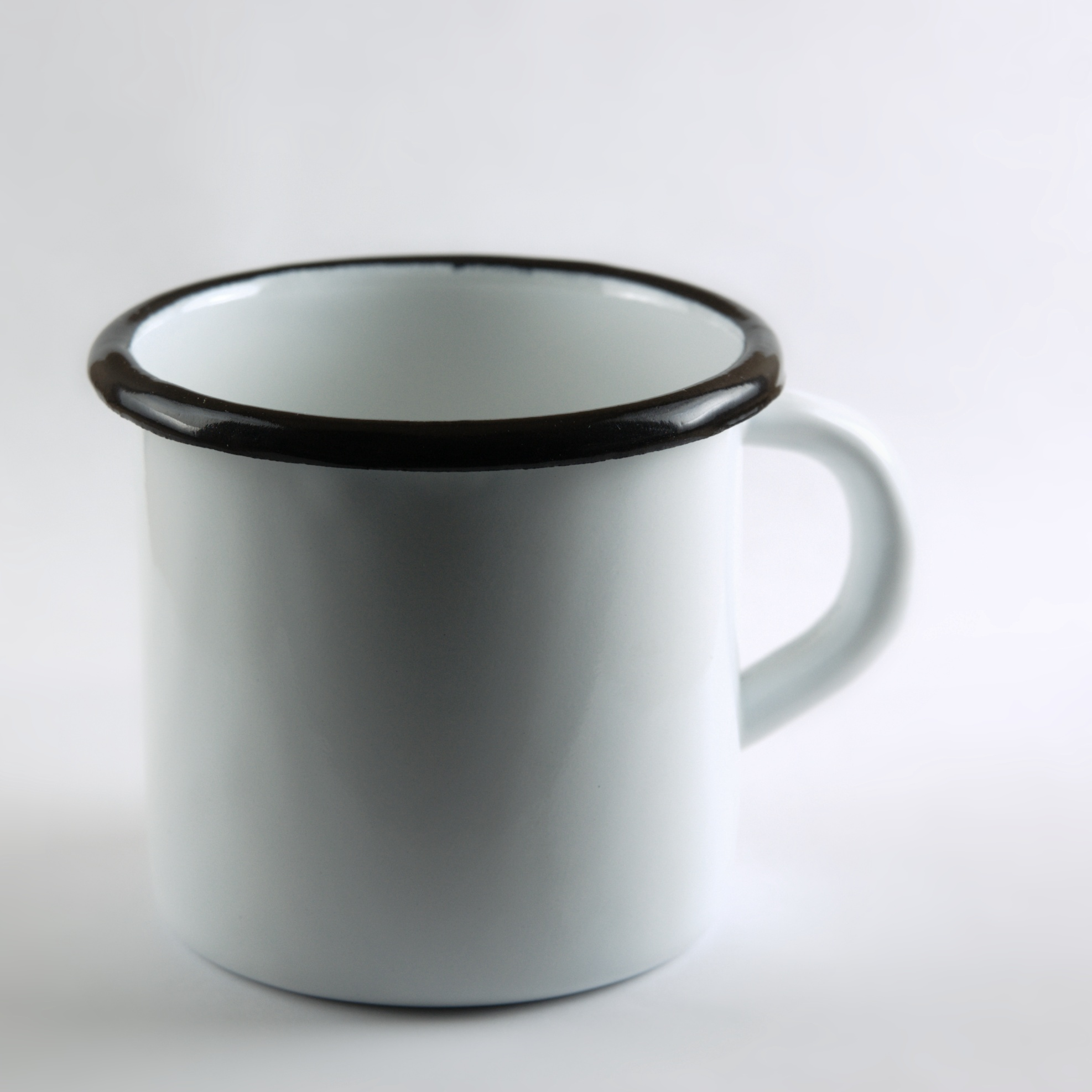
Taza esmaltada
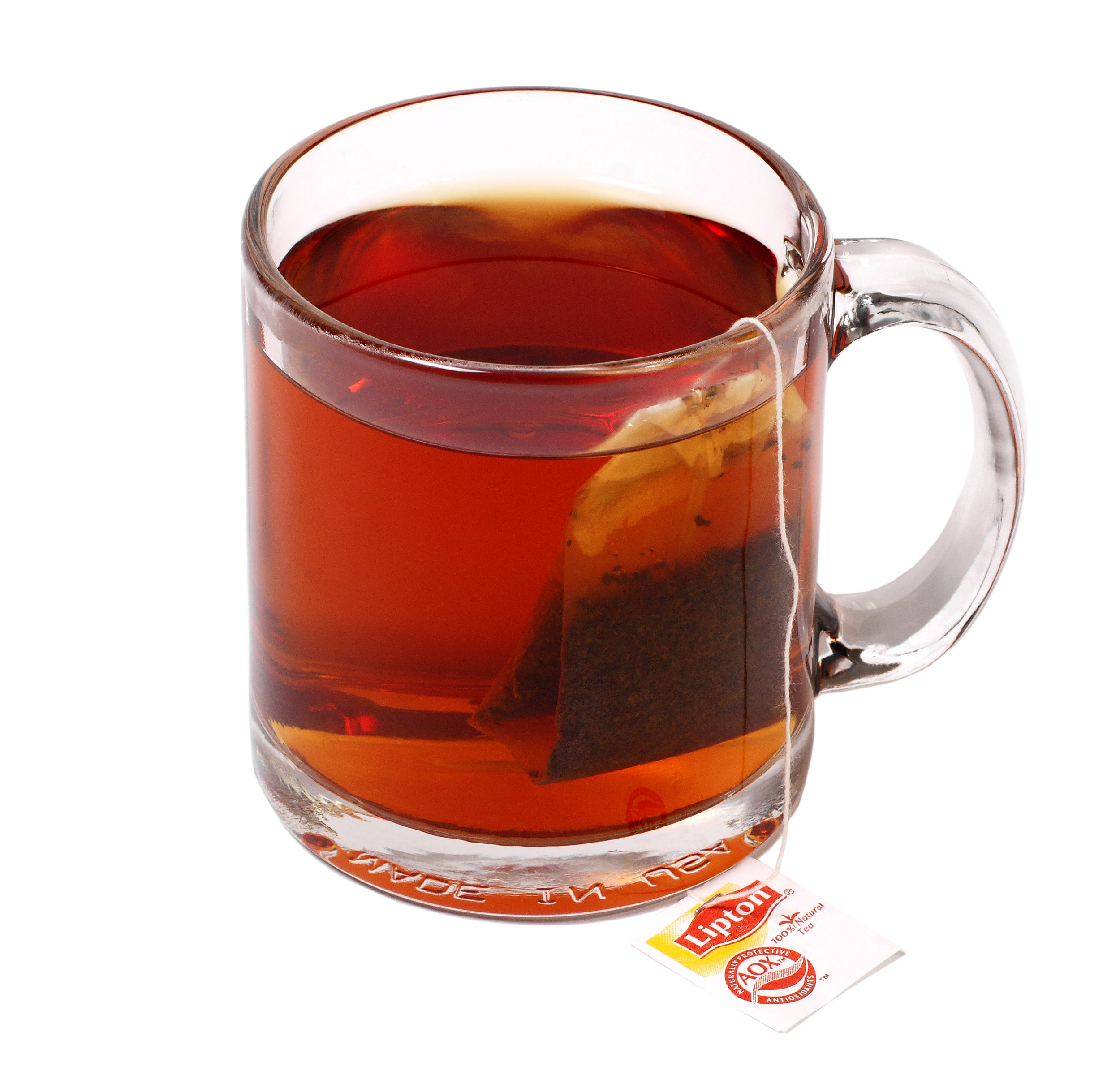
Taza de vidrio de té
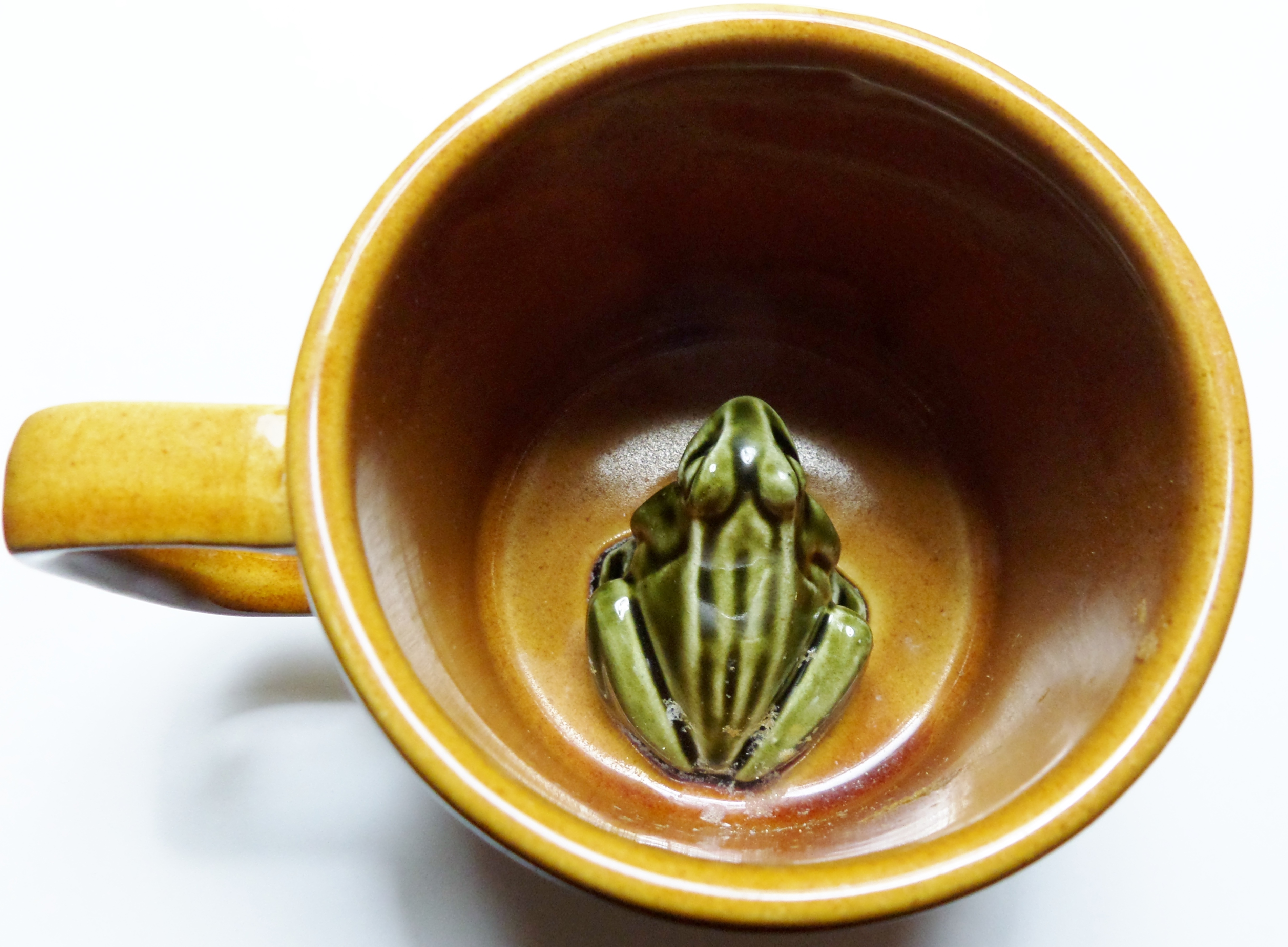
Taza de rana, taza de sapo o sorpresa
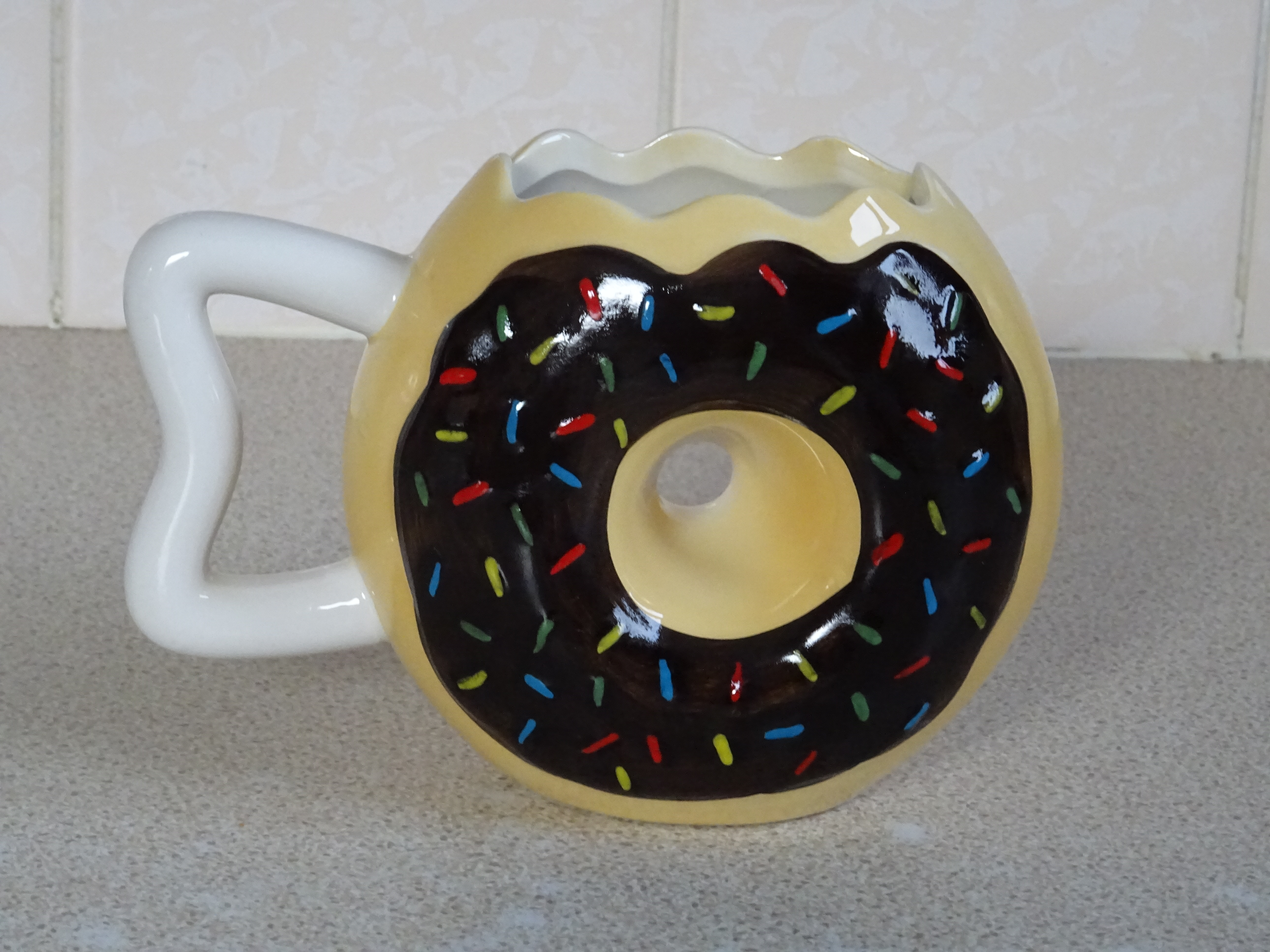
Taza en forma de dona
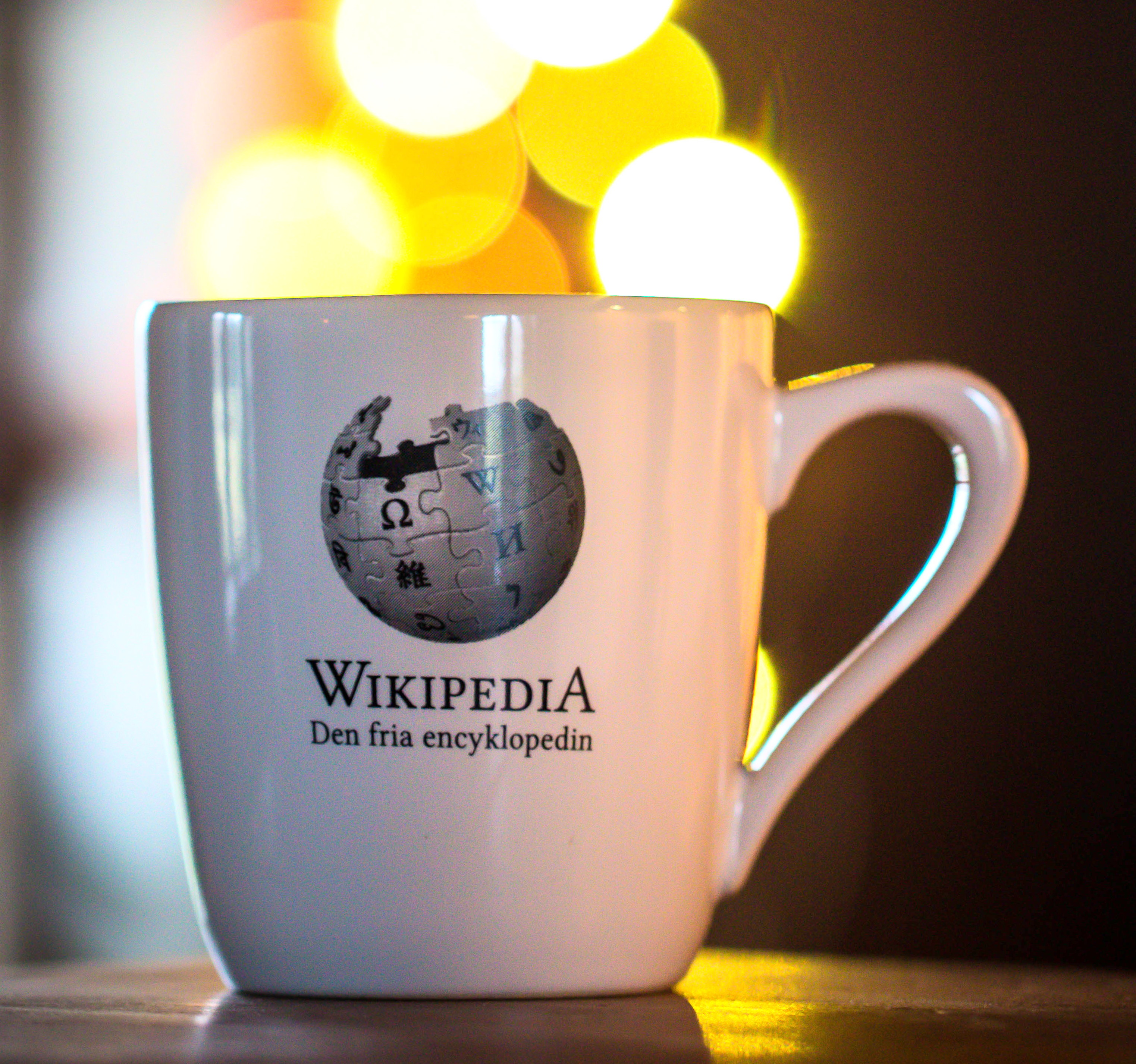
Una taza con el logo de Wikipedia
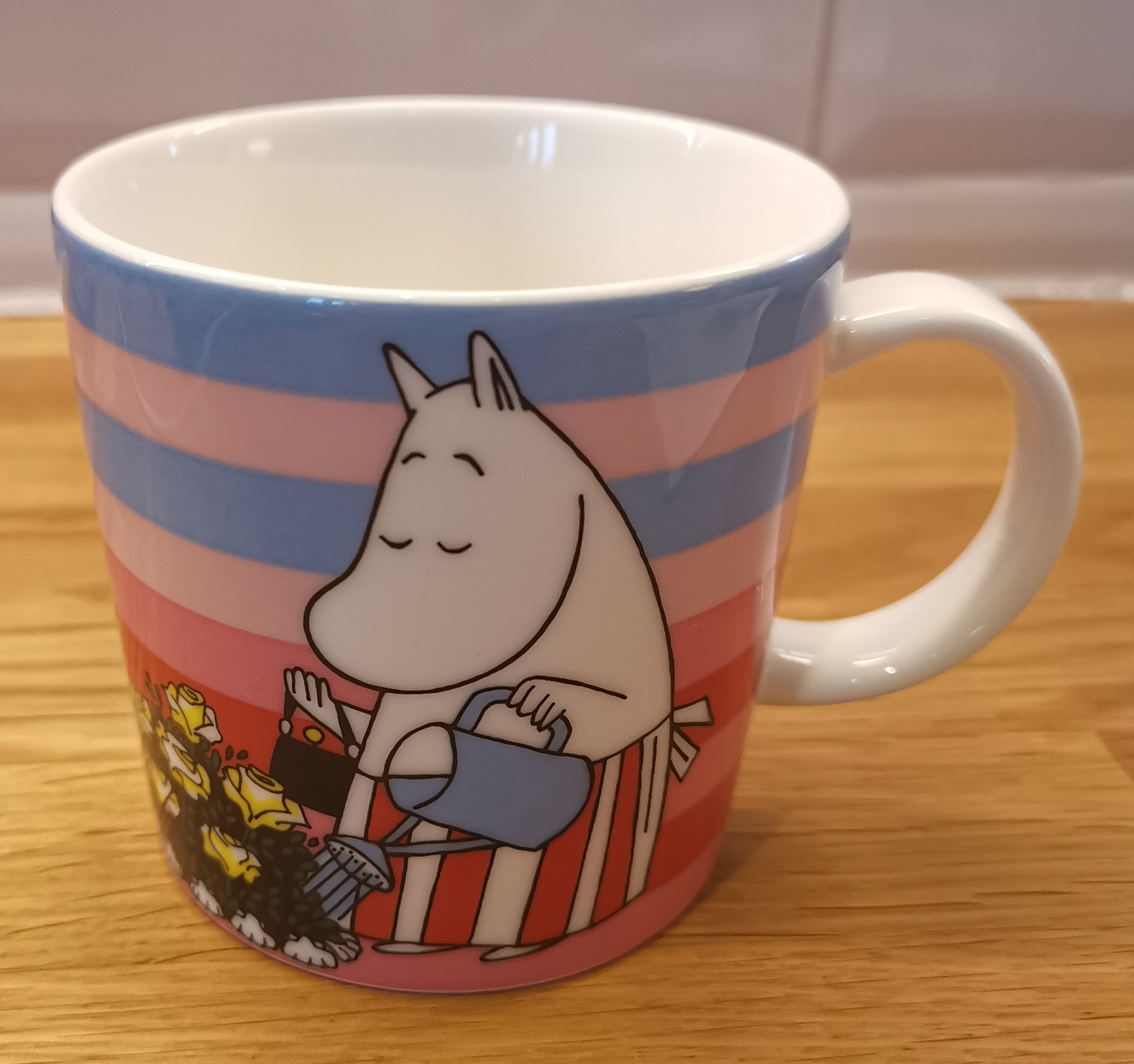
Moominmamma en una taza
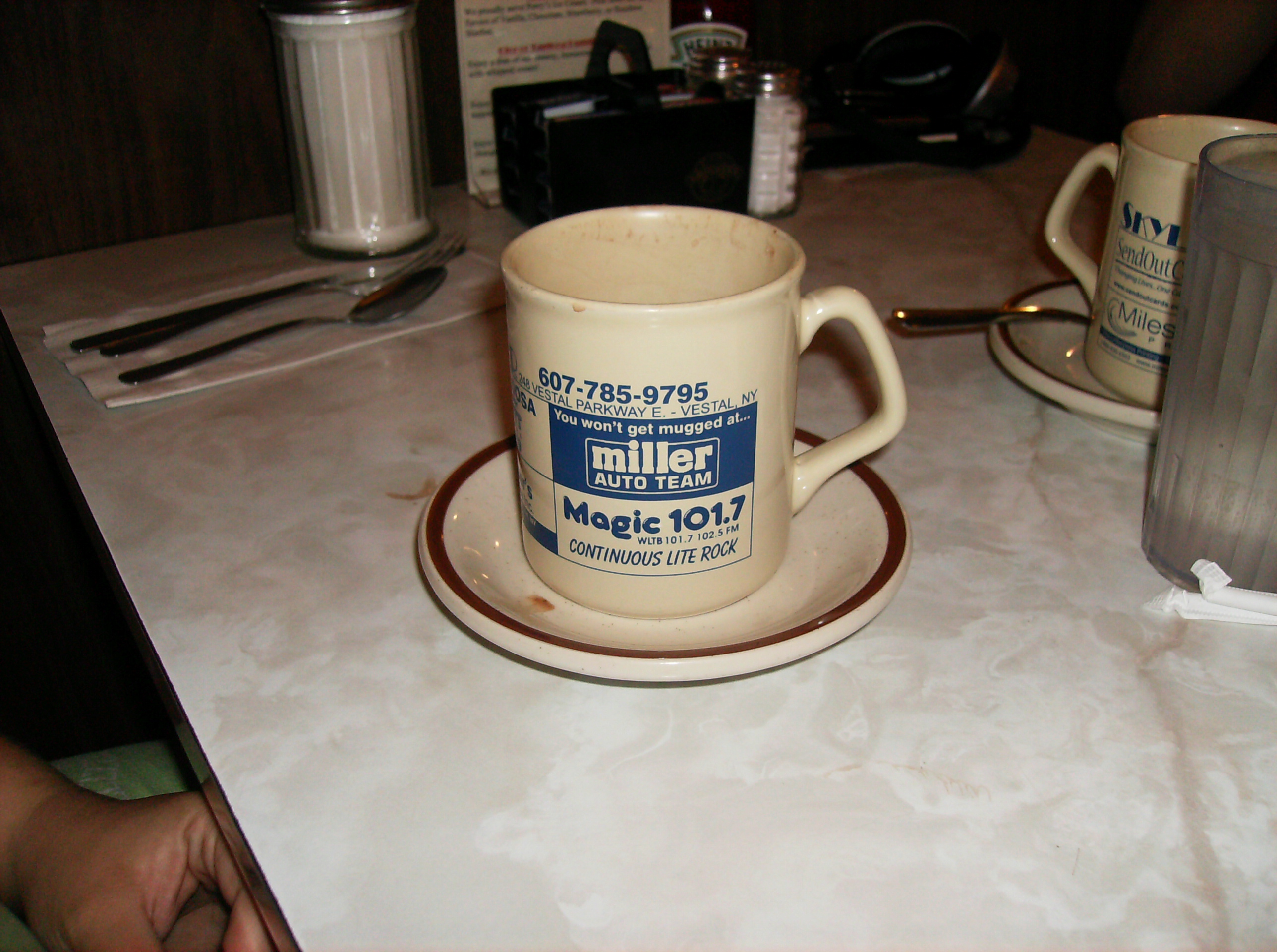
Taza típica americana
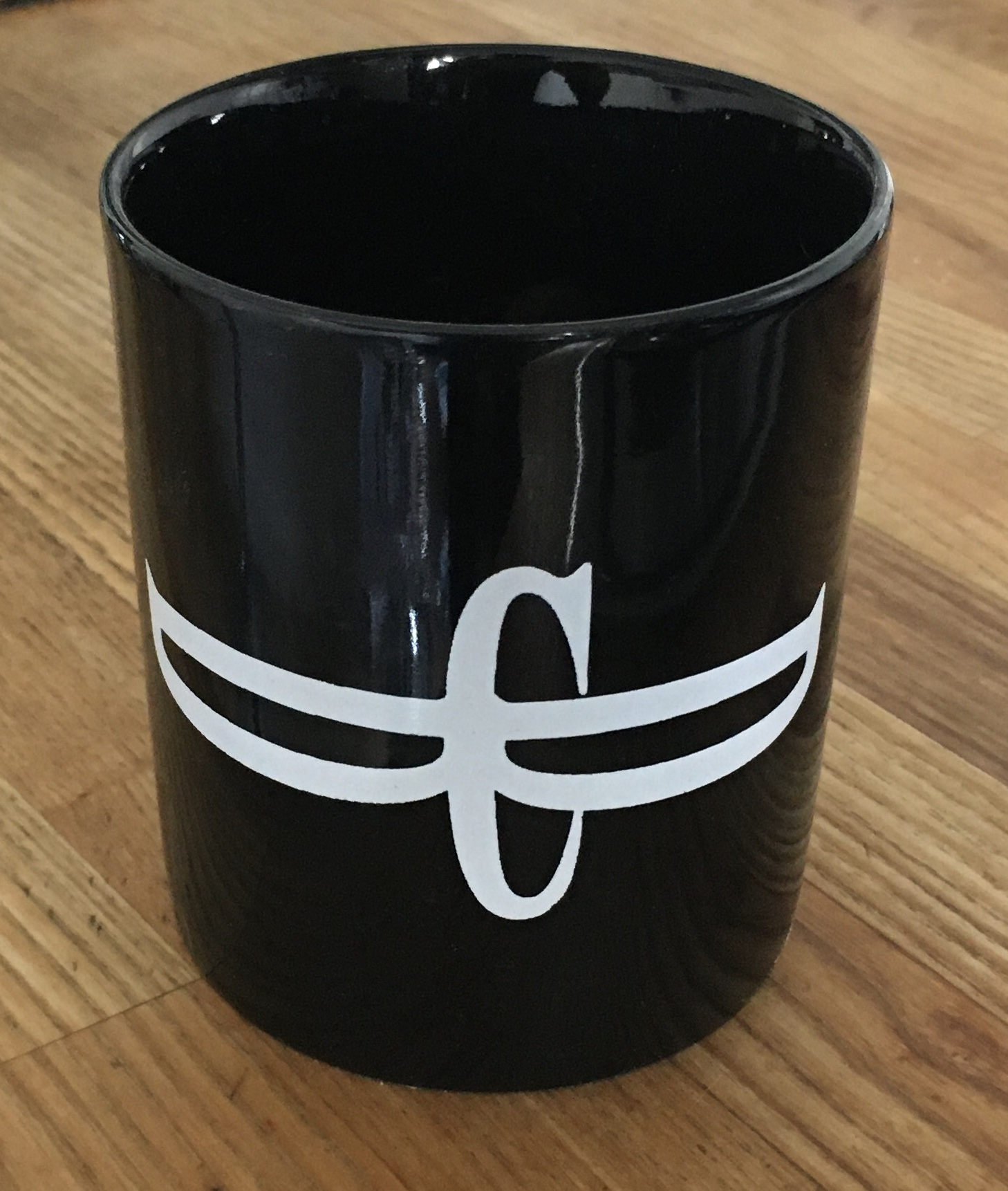
Las tazas se utilizan a menudo como artículos de merchandising por parte de grupos pop y empresas, aquí de la banda Dead Can Dance.